# Pallamano maschile ai XVI Giochi del Mediterraneo - Qualificazioni gruppo A
Tutte le partite relative alle Qualificazioni del Gruppo A per il torneo di Pallamano maschile ai XVI Giochi del Mediterraneo si sono svolte al Palasport "Giovanni Paolo II" di Pescara.

## Classifica
| Gruppo A | Gruppo A | Gruppo A | Gruppo A | Gruppo A | Gruppo A | Gruppo A | Gruppo A | Gruppo A |
| Squadra  | G        | V        | N        | P        | F        | S        | D        | PT       |
| -------- | -------- | -------- | -------- | -------- | -------- | -------- | -------- | -------- |
| Francia  | 3        | 2        | 1        | 0        | 120      | 62       | +58      | 5        |
| Serbia   | 3        | 2        | 0        | 1        | 123      | 68       | +55      | 4        |
| Algeria  | 3        | 1        | 1        | 1        | 108      | 66       | +42      | 3        |
| Albania  | 3        | 0        | 0        | 3        | 17       | 172      | -155     | 0        |
| Slovenia | -        | -        | -        | -        | -        | -        | -        | -        |

## Incontri
| Pescara 27 giugno 2009, ore 14:00 | Albania | 5 – 48 referto | Algeria | Palasport "Giovanni Paolo II" |

| Pescara 27 giugno 2009, ore 18:00 | Serbia | 27 – 31 referto | Francia | Palasport "Giovanni Paolo II" |

| Pescara 29 giugno 2009, ore 14:00 | Francia | 58 – 4 referto | Albania | Palasport "Giovanni Paolo II" |

| Pescara 29 giugno 2009, ore 18:00 | Algeria | 29 – 30 referto | Serbia | Palasport "Giovanni Paolo II" |

| Pescara 1º luglio 2009, ore 14:00 | Albania | 8 – 66 referto | Serbia | Palasport "Giovanni Paolo II" |

| Pescara 1º luglio 2009, ore 18:00 | Algeria | 31 – 31 referto | Francia | Palasport "Giovanni Paolo II" |